# 堀田正修
堀田 正修（ほった まさもと）は、江戸時代後期の下野国佐野藩の世嗣。官位は従五位下・左京亮。

## 略歴
下野佐野藩主・堀田正衡の長男として誕生。幼名は純若丸。正室は大岡忠固の娘。
天保3年（1832年）10月15日、11代将軍・徳川家斉に拝謁する。天保6年（1835年）12月16日、従五位下・左京亮に叙任する。嘉永2年（1849年）7月28日に家督を相続することなく早世した。代わって長男・正頌が世継となった。